# Sputnik (Werkzeug)
Ein Sputnik ist ein Aufsperrwerkzeug zum zerstörungsfreien Aufschließen. Das Werkzeug enthält einen schmalen Schlüsselbart, der in jedes Zylinderschloss hineinpasst. Es enthält weiterhin feine Kanäle, durch die entsprechend dünne Drähte geführt sind. Jeder dieser Drähte ist mit einem Hebel verbunden, der es erlaubt, jeden Stift des Schließzylinders einzeln zu bewegen, während sich der Schlüsselbart im Zylinder befindet. Es handelt sich um meist fünf Hebel, die kreisförmig angeordnet sind, daher ähnelt das Werkzeug im Aussehen dem berühmten russischen Raumfahrzeug Sputnik.
Die meisten Zylinderschlösser können mit Hilfe diese Werkzeuges innerhalb von Sekunden zerstörungsfrei geöffnet werden. Ebenso kann man mit dem  Werkzeug die Stellung der Stifte ablesen und mit den Informationen so einen Nachschlüssel herstellen.